# Claes Malmberg
Claes Malmberg (1952. március 11. –) svéd labdarúgó, középpályás, edző.

## Pályafutása

### Játékosként
1973 és 1980 között a Malmö FF, 1980–81-ben a Landskrona BoIS, 1982 és 1988 között a Lunds BK labdarúgója volt. A malmöi csapattal három svéd bajnoki címet és négy kupagyőzelmet ért el. Tagja volt az 1978–79-es idényben BEK-döntős együttesnek.

### Edzőként
1991 és 1995 között a Trelleborgs FF csapatánál dolgozott segédedzőként.

## Sikerei, díjai
Malmö FF
- Svéd bajnokság (Allsvenskan)
  - bajnok (3): 1974, 1975, 1977
- Svéd kupa (Svenska Cupen)
  - győztes (4): 1974, 1975, 1978, 1980
- Bajnokcsapatok Európa-kupája (BEK)
  - döntős: 1978–79
- Interkontinentális kupa
  - döntős: 1979